# Karl Lauschke

Karl Lauschke im Hoesch-Museum

Karl Lauschke (* 16. Oktober 1950 in Gelsenkirchen) ist ein deutscher Historiker, Politikwissenschaftler und Hochschullehrer mit Schwerpunkt Regionalgeschichte des Ruhrgebietes, der Geschichte der Arbeiterbewegung und ihrer Gewerkschaften.

## Leben
Lauschke wuchs als Sohn eines Siemens-Beschäftigten in Essen-Katernberg auf und wurde als Jugendlicher Mitglied der Gewerkschaft. Er studierte nach dem Abitur Politikwissenschaft und Sozialwissenschaften sowie Geschichte. Er promovierte 1982 am Fachbereich Geschichtswissenschaft der Philipps-Universität Marburg mit einer Dissertation zum Thema gewerkschaftliche Politik in der Krise des westdeutschen Steinkohlenbergbaus. Im Anschluss war er bis 1983 wissenschaftlicher Mitarbeiter im Stadtarchiv Dortmund und danach bis 1988 wissenschaftlicher Assistent an der Freien Universität Berlin (FU Berlin). Von 1990 bis 1992 war er Mitarbeiter am Institut zur Erforschung der europäischen Arbeiterbewegung der Ruhr-Universität Bochum und von 1993 bis 1995 beim Fritz-Hüser-Institut. 1998 erfolgte die Habilitation am Fachbereich Politische Wissenschaft der FU Berlin mit der Arbeit Belegschaftshandeln in einem Hüttenwerk. Danach war er Privatdozent am Fachbereich Politische Wissenschaft der Freien Universität Berlin. Von 2002 bis 2004 war er Mitarbeiter am Institut für soziale Bewegungen der Ruhr-Universität Bochum und Mitarbeiter am Forschungsinstitut Arbeit, Bildung, Partizipation an der Ruhr-Universität Bochum bis 2007. Von 2003 bis 2011 Lehrstuhlvertretungen an den Universitäten Münster, Göttingen und von 2007 bis 2011 Dortmund. Seit Februar 2013 ist er Mitarbeiter am Institut für soziale Bewegungen der Ruhr-Universität Bochum. Er war an verschiedenen sozialgeschichtlichen Forschungsprojekten beteiligt und publiziert in mehreren politischen Fachzeitschriften.
Lauschke ist Vorsitzender des Fördervereins „Freunde des Hoesch-Museums“, der Träger des Hoesch-Museums in Dortmund ist. Auch in der Fördergesellschaft des Fritz-Hüser-Institut, der Fritz Hüser-Gesellschaft, war er aktiv. Lauschke ist Mitglied im Historischen Verein für Dortmund und die Grafschaft Mark.
Theo Steegmann beschreibt in der Rezension des Buches von Lauschke „Widerstand lohnt sich“ über die Geschichte und Rettung der Bremer Hütte, dass er mit dem Buch einen Meilenstein gesetzt habe. Dass er nach der Emeritierung  als Vorsitzender des Fördervereins des Hoesch-Museums in Dortmund weiter in der Praxis wirkt, ist der Beleg für das heute eher seltene Beispiel eines organischen Intellektuellen nach Antonio Gramsci.
Lauschke hat nach langjähriger Arbeit eine aufschlussreiche Lektüre (2023) über das Buch von  Georg Lukács Geschichte und Klassenbewußtsein erstellt und die Rezeptionsgeschichte um neue Facetten bereichert.
Lauschke ist verheiratet und wohnt in Dortmund. Seine Frau ist kommunalpolitisch für die SPD aktiv. Er ist Erstunterzeichner des SPD-Manifestes für Friedenssicherung in Europa durch Verteidigungsfähigkeit, Rüstungskontrolle
und Verständigung.

## Veröffentlichungen

### Monographien
- Schwarze Fahnen an der Ruhr. Die Politik der IG Bergbau und Energie während der Kohlenkrise 1958 – 1968, Verlag der Arbeiterbewegung,  Marburg 1984, ISBN 978-3-921630-42-6, Universität Promotion 193 Marburg
- Fritz Henßler. Ein Leben für Freiheit und Demokratie 1886 – 1953. Begleitband zur gleichnamigen Ausstellung des Stadtarchivs Dortmund zum 100. Geburtstag von Fritz Henßler am 12. April 1986, Dortmund 1986 (gemeinsam mit Günther Högl),
- Dahinter steckt unendlich viel Kleinarbeit und große gewerkschaftliche Einsatzbereitschaft. Zur Geschichte des Bezirks NW II 1948 – 1998, Bochum 1998,
- zeitzeichen. eine chronik der brühne gruppe, 1899 – 1999, Dortmund 1999,
- Die Hoesch-Arbeiter und ihr Werk. Sozialgeschichte der Dortmunder Westfalenhütte während der Jahre des Wiederaufbaus 1945 – 1966, Klartext-Verlag, Essen 2000, ISBN 978-3-88474-746-9 (veränderte Habilitationsschrift 1998)

- Ein Ort gewerkschaftlicher Bildung. 75 Jahre „Buntes Haus“, Bochum 2000,
- Hans Böckler. Band 2: Gewerkschaftlicher Neubeginn 1945 bis 1951, Klartext-Verlag, Essen 2005, ISBN 978-3-89861-416-0
- Mehr Demokratie in der Wirtschaft. Die Entstehungsgeschichte des Mitbestimmungsgesetzes von 1976, 2 Bände, Düsseldorf
- Die halbe Macht. Mitbestimmung in der Eisen- und Stahlindustrie 1945 bis 1989, Klartext-Verlag, Essen 2007, ISBN 978-3-89861-729-1
- „Zusammenhalten und gestalten“. Von der traditionellen Beamtenorganisation zur streitbaren Gewerkschaft: Die Deutsche Postgewerkschaft bis zur Bildung von ver.di, VSA: Verlag, Hamburg 2009, ISBN 978-3-89965-352-6
- Mitbestimmung in der Demokratie. Der Deutsche Gewerkschaftsbund von 1949 bis 2009, Düsseldorf 2009,
- 100 Jahre Solidarität. Die Geschichte der GUV/Fakulta 1910 – 2010, Kirchheim unter Teck 2010, ISBN 978-3-925589-50-8 Online
- Alfred Heese. Akteur und Zeitzeuge der Mitbestimmung in der deutschen Stahlindustrie. Ein Portrait (gemeinsam mit Wilfried Kruse und Rainer Lichte bearbeitet), Düsseldorf 2010,
- 60 Jahre Leibniz-Institut für Analytische Wissenschaften – ISAS – e.V., Dortmund 2012,
- Die Gegenwart als Werden erfassen. Inhalt, politischer Kontext und Rezeption von Georg Lukács Geschichte und Klassenbewusstsein. Westfälisches Dampfboot, Münster 2023, ISBN 978-3-89691-085-1

### Herausgeberschaft
- Mikropolitik im Unternehmen. Arbeitsbeziehungen und Machtstrukturen in industriellen Großbetrieben des 20. Jahrhunderts (= Bochumer Schriften zur Unternehmens- und Industriegeschichte, Bd. 3), Klartext-Verlag,  Essen 1994, (gemeinsam mit Thomas Welskopp) ISBN 978-3-88474-189-4
- Demokratie und Alltagshandeln. Individuelle Selbstbestimmung, kollektive Mitbestimmung und Solidarität. Festschrift zum 60. Geburtstag von Bodo Zeuner, Münster 2002 (gemeinsam mit Irmtraud Schlosser)
- Neue Institutionenökonomik oder Theorienvielfalt. Eine Zwischenbilanz der Unternehmensgeschichte (= Bochumer Schriften zur Unternehmens- und Industriegeschichte, Band 9), Essen 2002 (gemeinsam mit Jan-Otmar Hesse und Christian Kleinschmidt)
- Strukturwandel aus vergleichender regionaler Perspektive nach 1945: Ruhrgebiet und Nord-Pas-de-Calais/Comparaison socio-régionale: la reconversion. Région de la Ruhr et Nord-Pas-de-Calais après 1945, Mitteilungsblatt des Instituts für soziale Bewegungen, Heft 30, Bochum 2003 (gemeinsam mit Françoise Berger, Jean-François Eck und Peter Friedemann)
- Die Gewerkschaftselite der Nachkriegszeit: Prägung – Funktion – Leitbilder, Mitteilungsblatt des Instituts für soziale Bewegungen, Heft 35, Klartext-Verlag,  Essen 2006, ISBN 978-3-89861-621-8
- La Reconversion des bassins charbonniers. Une comparaison interrégionale entre la Ruhr et le Nord/Pas-de-Calais – Strukturwandel in altindustriellen Regionen. Nord/Pas-de-Calais und das Ruhrgebiet im Vergleich, Revue du Nord, Hors série. Collection Histoire n° 21, 2006 (gemeinsam mit Jean-François Eck und Peter Friedemann)
- Strukturwandel in Dortmund, Heimat Dortmund Stadtgeschichte in Bildern und Berichten, Heft 1/2, 2010 (gemeinsam mit Karl-Peter Ellerbrock)
- mit  Peter Sörgel, Eike Hemmer: Widerstand lohnt sich! – Die Geschichte der Bremer Hütte  oder: Wieso wird heute noch Stahl in Bremen produziert?, VSA: Verlag, Hamburg 2017, ISBN 978-3-89965-780-7